# Elahieh
Elahiyeh est un quartier du nord de Téhéran, Iran.
Ce district est lieu où se trouvent les ambassades de Russie, de Turquie, d'Allemagne, de Suisse, et du Danemark.
Cependant la partie la plus célèbre de la zone est au sud, autour de l'Avenue Shahid Fayyazi (aussi appelée Avenue Fereshteh). C'est là que se trouvent les immeubles les plus modernes et plusieurs endroits à la mode de la capitale. Le seul panneau publicitaire Gucci d'Iran est situé dans le quartier, comme de nombreux magasins à la mode et les sièges d'entreprise.
Avant que Shemiran ne soit officiellement incorporé dans la ville de Teheran, la zone était occupée par de vastes et imposantes résidences et jardins utilisés comme résidences d'été par les riches résidents de Téhéran.
La plupart des terres de ce district appartenait à Madame Fakhr ol Dowleh, fille du souverain Qajar Mozaffaredin Shah, connu pour être la femme la plus riche d'Iran durant sa vie.